# Walter Eggenberger

Walter Eggenberger (1998)

Walter Eggenberger (* 24. Juni 1944 in St. Gallen) ist ein ehemaliger Schweizer Fernseh- und Radiomoderator der Nachrichtensendung 10vor10.

## Leben und Wirken
Eggenberger studierte an der Universität St. Gallen Fremdenverkehr/Tourismus und stieg danach ins Mediengeschäft ein. Er arbeitete für Nachrichtensendungen wie Echo der Zeit des Schweizer Radio DRS und präsentierte am 20. August 1990 die erste Sendung des neukonzipierten 10 vor 10 im Schweizer Fernsehen. 1995 hörte er beim Fernsehen auf und wurde für das «Schweizerische Korps für humanitäre Hilfe» in Nordkorea tätig. 2005 kehrte Eggenberger für eine Jubiläumssendung zu 10vor10 zurück. Er trug den Spitznamen Zeigefinger der Nation.